# Cranach-Denkmal (Eisenach)

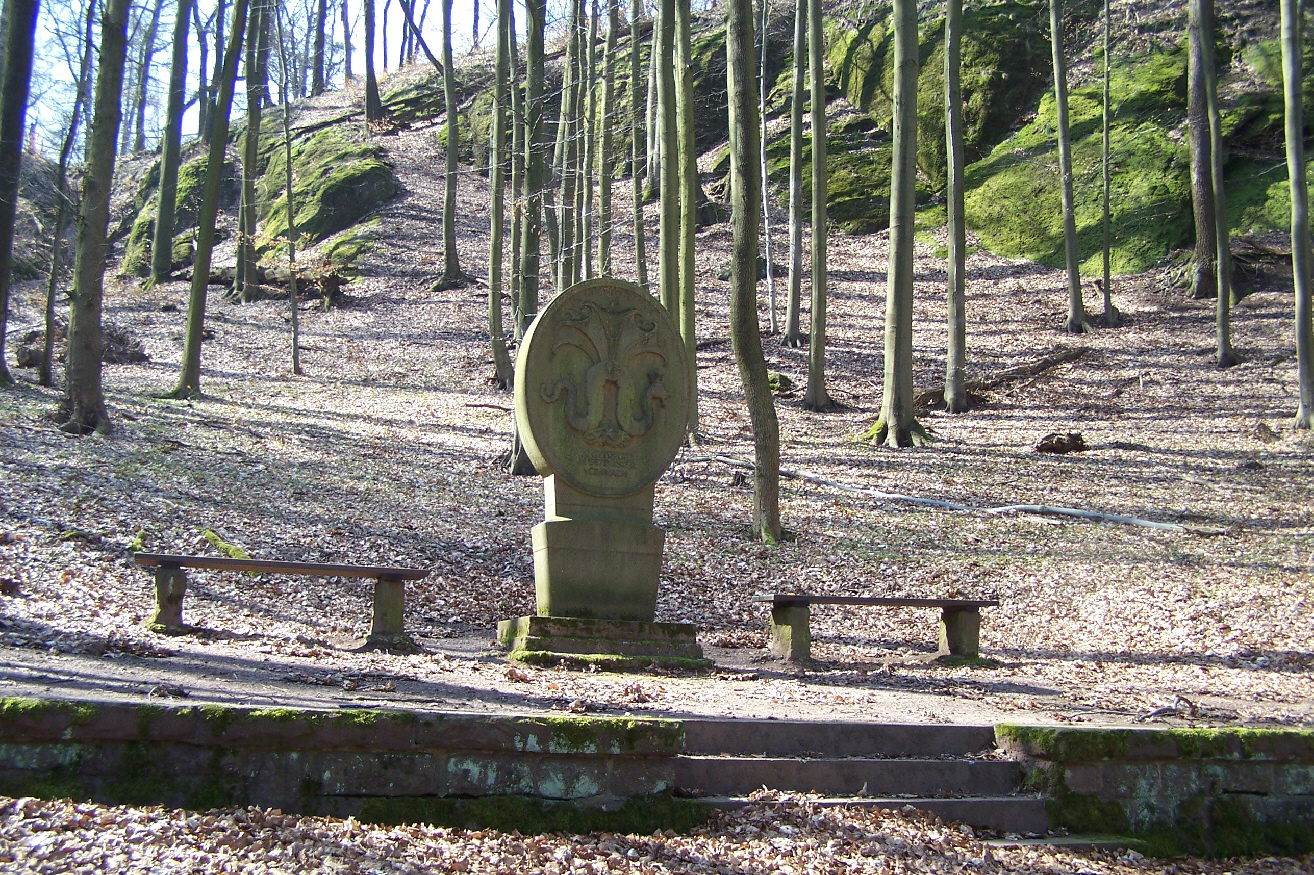
Das Cranach-Denkmal (2009)

Das Cranach-Denkmal an der Wartburgallee, unterhalb der Wartburg im Südviertel von Eisenach erinnert an Hans Lucas von Cranach (1855–1929), einem bedeutenden Förderer der Eisenacher Kultur, Mitbegründer der Wartburg-Stiftung, des Thüringer Museums und des Reuter-Wagner-Museums. Er war Ordonnanzoffizier des Großherzogs von Sachsen-Weimar-Eisenach, Carl-Alexander und zunächst in dessen Diensten von 1894 bis 1929 Burghauptmann der Wartburg.
Das Denkmal im Stil eines Grabsteines zeigt in einem medaillonartigen Oberteil das Cranachsche Familienwappen, einen geflügelten Lindwurm.
Als Inschriften finden sich jeweils mittig platziert: 
- oberhalb des Lindwurms:  IN MEMORIAM
- unterhalb der Leitspruch: JE GETREUER - JE GETROSTER
- darunter:                 v.CRANACH